# Caméras Pentazet
Les caméras Pentazet de Pentacon sont des caméras allemandes à cadences de prise de vues ultra-rapides, dédiées à l’usage scientifique. La plus rapide permet un ralenti de 1 666 fois (40 000 images par seconde). Les observations durent moins d'une seconde, et ont le plus généralement comme objet des phénomènes de centièmes ou millièmes de seconde. 

## Descriptions
Ces caméras ont été fabriquées à Dresde par Pentazet Veb Kamera und kinowerke dans les années 1950-60. Elles ne fonctionnent pas comme les caméras à cadences normales (16 images par seconde à l’époque du cinéma muet, et 24 images par seconde à partir du cinéma sonore), dont la vitesse de certaines peut être portée jusqu’à 300 images par seconde. Les caméras à cadences normales transportent la pellicule selon trois phases :
1. Défilement continu de la pellicule vierge à la sortie du magasin, grâce à un débiteur denté à rotation continue ;
2. Déplacement intermittent pendant le passage de la pellicule dans le couloir du film et notamment la fenêtre de cadrage du film, grâce une ou deux griffes qui entraînent la pellicule de la hauteur d’un pas, la laissent immobile le temps de l’exposition du photogramme, puis la déplace à nouveau, ad libitum ;
3. Défilement continu de la pellicule exposée à la sortie du couloir jusqu’au magasin, grâce à un débiteur denté à rotation continue (souvent, le même qui l’a entraînée à l'intérieur de la caméra avant son exposition).

Les Pentazet 16 et 35 mm, comme toutes les caméras ultra-rapides, transportent leur pellicule en continu, sans système à griffe. L’exposition des photogrammes se fait selon le même principe qui assurait les projections sur grand écran des Pantomimes lumineuses du Théâtre optique de l’inventeur du dessin animé, le Français Émile Reynaud : la compensation optique au moyen de miroirs pivotants. C'est une application d'un phénomène connu : le déplacement dans l'espace d'une image réfléchie par un miroir en rotation. Ce déplacement de l'image, de la même façon que dans le Praxinoscope et dans le Théâtre optique de Reynaud, compense dans les caméras ultra-rapides le déplacement continu du support argentique et permet l'exposition d'un photogramme, la difficulté étant de rendre exactement égales la valeur du déplacement de l'image par le miroir en rotation et celle du déplacement de la pellicule vierge. Le passage d'un miroir à l'autre provoque la formation sur la pellicule d'une barre de séparation des photogrammes. 

### Pentazet 35
La Pentazet 35, pesant plus de 300 kg se charge avec une galette de 50 mètres de pellicule au format 35 mm. Le film est entraîné par des débiteurs dentés qui tournent, en cadence la plus rapide, à 20 000 tours par minute, déplaçant en une seconde 38 mètres de pellicule ! Elle est équipée d’une visée reflex, mais il n’y a pas de cadreur pour cette opération, confiée à des scientifiques car c'est une caméra de laboratoire. Pour obtenir un visionnement (observation soit image par image, soit en projection) interprétable avec exactitude au niveau temporel, deux lampes au néon produisent des éclairs lumineux qui sont enregistrés sur les bords de la pellicule. Leur espacement donne la base temporelle des images.
Ces images sont produites par des couronnes de miroirs tournants de 30 à 120 faces, couronnes qui peuvent être remplacées facilement. La couronne à 30 faces donne des images standard du 35 mm, soit 18 × 22 mm. À 60 faces, les images ne mesurent plus que 9 × 22 mm. À 90 faces, les images sont, soit de 6 × 22 mm, soit de 6 × 7 mm. À 120 faces, les images sont, soit de 4,5 × 22 mm, soit de 4 × 4,5 mm.

### Pentazet 16
La Pentazet 16, beaucoup moins lourde, peut être déplacée facilement pour observer des phénomènes extérieurs qui exigent des cadences de prise de vues de 150 à 5 000 images par seconde.
C’est le même principe de compensation optique qui l’active, avec un obturateur prismatique polygone à 12 faces. La galette de pellicule est de 35 mètres et les photogrammes mesurent 7,5 × 10,36 mm.